# 东江纵队
东江纵队，全称为广东人民抗日游击队东江纵队，是中国抗日战争时期，中国共产党领导的一支抗日游击队。东江纵队主要活动在广东东江下游的惠阳、东莞、宝安一带，以及香港和广州的周边地区，抗日战争后期还把游击区扩展到粤北山区和韩江流域。东江纵队最初起源于1938年成立的多支游击队，包括由曾生等人创立的惠宝人民抗日游击总队，由王作尧等人创立的东宝惠边人民抗日游击大队等。这些队伍在1939年4月至5月间接受国民革命军的番号，被整编为国民革命军第四战区东江游击指挥所下辖的两个大队。1940年9月这两个大队整编为广东人民抗日游击队，1942年1月整编为广东人民抗日游击总队。1943年12月2日部队番号改为广东人民抗日游击队东江纵队，并发表宣言正式公开东江纵队是由中共领导的军队。抗日战争结束之后，1946年6月30日，根据国共两党重庆谈判达成的协议，东江纵队北撤到山东，扩编为中国人民解放军两广纵队，编入中国人民解放军华东野战军的序列。

## 历史

### 背景
1937年7月7日，卢沟桥事变爆发，日军开始了全面的侵华战争。至1938年8月，华北、华东大部分地区已被日军占领，北京、天津、上海、南京等大城市相继沦陷。1938年8月，日军开始进攻武汉，中国军队进行了顽强的抵抗。1938年10月，日军为了策应武汉会战，并切断中国内地与国际间的联系，发起了对华南的进攻。10月12日，日军在广东的大亚湾登陆，驻守在广东的中国国民革命军由于部分师团被调往长江流域作战，兵力缺乏，在被动防守中节节败退。10月21日，日军攻入广州，负责广东防务指挥的国民革命军第四战区司令部在余汉谋的带领下撤退到清远，广州沦陷。至1938年底，日军已占据了广东东江下游和珠江三角洲一带的大片区域，惠州、博罗、增城、佛山、三水等市县沦陷。

### 东江地区各中共游击队的建立
广东东江下游沦陷之后，中共于1938年10月在该地区组建了多支抵抗日军的游击队，分别为惠宝人民抗日游击总队、东莞抗日模范壮丁队、东宝惠边人民抗日游击队、广东民众自卫团增城县第3区常备队等。
1938年10月13日，中共中央电令中共广东省委和八路军驻香港办事处，要求在东江日占区开辟游击区。同日，中共广东省委委员、八路军驻香港办事处主任廖承志根据电令，在香港召集中共香港市委书记吴有恒、中共香港海员工作委员会书记曾生等人举行会议。10月24日，曾生根据会议的决定，从香港带领几十人来到惠阳坪山，成立中共惠宝工作委员会，并向当地的国民党驻军借来15支步枪，以及当地中共党组原有的几支枪，组成最初的抗日武装。12月2日，在徵得当地驻防的国民革命军第151师温淑梅旅长同意后，惠宝人民抗日游击总队在惠阳淡水的周田村成立，曾生任总队长，郑天保任副总队长，周伯明任政治委员，队员有100多人，温淑梅向曾生颁发了委任状。12月7日，日军收缩防线，撤出惠阳淡水镇，惠宝人民抗日游击总队从偽軍手中收复淡水镇。12月10日，惠宝人民抗日游击总队召集淡水镇500多名当地群众进行选举，建立惠阳县第二区临时行政委员会作为当地的临时政权。其后，国民党地方部队罗坤大队接管淡水，惠宝人民抗日游击总队返回坪山。1939年春，惠宝人民抗日游击总队在吸收了东莞抗日模范壮丁队的70多人和九龙淘化大同罐头厂工人18人之后，已经有200多人，120多支枪，主要在惠阳、宝安沿海地区进行抗日游击战争。
1938年10月15日，中共东莞中心县委组织成立东莞抗日模范壮丁队，王作尧任队长，袁鉴文任政训员，黄庄平任工作队队长, 有学生、小学教师、青年组成的队员100多人。12月，东宝惠边人民抗日游击队第一大队和第二大队在东莞章阁村成立，黄木芬任第一大队大队长，蔡子培任第二大队大队长。12月下旬，中共东南特委将东宝惠边人民抗日游击队第一大队、东莞抗日模范壮丁队和各地区的其它武装人员约150人，在东莞苦草洞进行整编，组成东宝惠边人民抗日游击大队，王作尧任大队长，何与成任政训员。整编后的游击队主要在广九铁路中段和宝太公路沿线进行抗日游击战争。
1938年10月下旬，增城县中共党组织争取到广东民众抗日自卫团增城县统率委员会第三区指挥部主任单容沛的支持，将广东民众自卫团增城县仙村大队和雅瑶大队合并，成立了广东民众自卫团增城县第3区常备队，单容沛兼任队长，中共党员阮海天负责指挥，中共党员杨步尧任政训员，有成员100多人。10月17日，常备队在增城仙村圩附近击沉日军橡皮艇1只，击毙日军10多人。1939年1月，开赴增城和博罗的边界地区进行抗日游击战争。

### 接受国民革命军番号
1939年2月，中共东江特委成立，尹林平（又名：林平）任书记，负责东江地区的中共党组织和抗日武装。同时，中共基于策略上的需要，接受国民革命军的番号，4月，东宝惠边人民抗日游击大队被改编为第四战区东江游击指挥所第四游击纵队直辖第二大队（简称：第二大队），王作尧任大队长，5月，惠宝人民抗日游击总队被改编为国民革命军第四战区东江游击指挥所第三游击纵队新编大队（简称：新编大队），曾生任大队长。阮海天率领的广东民众自卫团增城县第3区常备队亦被编入曾生领导的新编大队。同月，中共广东省委设立东江军事委员会，通过电台加强对这两支游击队的领导。
1939年9月初，日军500餘人在大亚湾再次登陆，占领葵涌、沙鱼涌一带，切断中国内地和香港的联系。12日，曾生领导的新编大队主动出击，收复葵涌和沙鱼涌，并在葵涌、盐田、横岗、沙头角与日军进行了30多次战斗。同年，曾生率领新编大队在惠阳、宝安一带建立了以坪山为中心的惠宝边抗日游击根据地。王作尧率领第二大队，活跃在广九铁路一带，并收复了宝安县城，在宝安的龙华乌石岩建立抗日根据地。到1939年底，两支部队已经有队员近700人。

### 整编为广东人民抗日游击队
1939年1月，国民党五届五中全会在重庆召开，制定了一系列防共、限共、溶共政策。11月，国民党五届六中全会又确定了军事防共为主、政治反共为辅的方针。12月至1940年春，国民党发起了抗战以来的第一次反共高潮。1940年3月，在惠州驻防的东江游击指挥所主任香翰屏率领国民党186师及保安团3,000多人，向在坪山的新编大队和在乌石岩的第二大队发动进动，9日攻占下坪山。曾生、王作尧率领队伍被迫向海丰、陆丰、惠东转移，转移途中，受到国民党军队的追击，队伍从700多人锐减到100多人。5月8日，中共中央书记处电示，要求曾生、王作尧的部队返回东莞宝安惠阳一带日占区。8月，曾生、王作尧按照中共中央的指示率领100多人经过10天的秘密行军，返回到宝安惠阳的抗日前线。
1940年9月，中共东江特委召集新编大队和第二大队的军事干部在宝安县布吉的上下坪村开会，将这两个队伍整编成广东人民抗日游击队第三大队和第五大队，梁鸿钧出任军事总指挥，林平任政治委员；曾生为第三大队大队长、邬强为副大队长、卢伟良为政训员（后为叶锋）；王作尧为第五大队大队长、周伯明为副大队长、蔡国梁为政训员。10月，曾生率领第三大队进入东莞县的大岭山创建抗日根据地，王作尧率领第五大队留在宝安县的阳台山创建抗日根据地。1941年2月，中共东江特委从第三大队和第大队中抽调20多人与增城抗日游击队基干队整编成广东人民抗日游击队增从番独立大队，大队长卢伟良，在增城的油麻山建立抗日根据地。中共领导的惠阳短枪队、长枪队、茜坑马鞍岭抗日自卫队在坪山创建抗日游击区。到1941年秋，第三大队和第五大队已经有队员1500多人。
整编后的队伍战斗力大增，1940年11月，曾生率领第三大队在黄潭打退日军200多人的进攻。1941年6月，又把进犯大岭山区的日军长濑大队400多人和伪军200多人在白花洞村附近围困了两个昼夜，击斃包括大队长长濑在内的日、伪军50多人。。王作尧率领的第五大队则在宝安多次粉碎了日军的围剿，击斃日军70餘人。

### 省港大营救

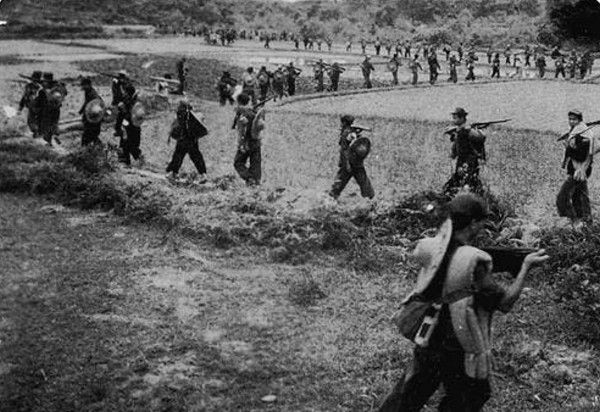
东江纵队港九大队在香港边界附近行军

1941年12月7日，日军偷袭美国的珍珠港，太平洋战争爆发。12月8日，日军开始越过深圳河进攻香港，并空袭了香港的启德机场。12月9日，广东人民抗日游击队第三大队和第五大队随即派出三支武装部队共50多人潜入香港，由黄冠芳任队长，在香港的西贡和启德机场附近活动。至1941年底，广东人民抗日游击队已经有100多人进入香港。1942年2月，成立了广九人民抗日游击队，后又改称为港九大队，由蔡国梁出任队长，陈达明任政治委员。
1941年12月9日，中共南方局根据中共中央的指示，急电八路军驻香港办事处和广东人民抗日游击队的领导人，要求他们设法营救滞留在香港的各界知名人士和国际友人。廖承志、张文彬根据中共南方局的电令，召集中共广东党组织和广东人民抗日游击队的领导研究出营救方案，先设法和香港沦陷区的各界知名人士联系上，然后由刘少文、潘静文、李健行等人将他们转移到香港的游击区，再由广东人民抗日游击队负责把他们转移到惠阳、东莞和宝安的游击队根据地，最后由中共南方局、中共广东省委护送到安全地区。在6个月的时间里，广东人民抗日游击队总共营救出了何香凝、柳亞子、茅盾、邹韬奋、胡绳、戈宝权、廖沫沙、张友渔、千家驹、于伶、丁聪等各界知名人士共800多人，此外还有国民革命军第七战区司令余汉谋的夫人上官贤德，陈汝棠等国民党的官员和眷属10余人和一大批的国际友人，以及接应了2,000多名要求赴中国内地参加抗日战争的香港青年。
1941年12月25日，日军全面占领香港，港督杨慕琦向日本投降。26日，日军成立军政府对香港实行统治，并把被俘英军送至集中营，进入香港的广东人民抗日游击队武装随即进行营救活动。1942年3月，港九大队了解到有一批英军囚禁在启德机场里服劳役，即派熟悉英语和当地地形的短枪队队长江水化装成小商贩混入机场，成功从地下水管道营救出英军上尉汤姆逊等4人。2月至4月，港九大队还先后帮助从集中营脱逃出来的英军战地医院賴廉士上校、道格拉斯中尉、夏斯特中尉、汤姆生中尉，香港警司汤姆生和波利斯屈特夫人，英军陆军军官波生吉、比尔斯中尉、怀特中尉、祁德尊中尉等人成功转移到中国内地。此后港九大队又营救出英军葛荣中尉和18名英军士兵、30名印度士兵以及3名丹麦人。
賴廉士上校被营救出来后，获英国国防部批准在廣東曲江（今韶關市一帶）成立英军服务团，賴廉士出任指挥官。并在惠州设立英军服务团前方办事处，由祈德尊出任主任。英军服务团还派出何禮文上尉在香港新界的港九大队游击区设立联络站。该站是英军服务团唯一位于日军后方的援救站，港九大队和该站从1942年8月一直合作到1943年4月，成功营救出英国人19人，包括军官7人、政府高级工作人员1人、以及汇丰银行的高级职员劳恩维克和摩利逊等人，以外还营救出2名挪威人、1名苏联人、26名印度人。
广东人民抗日游击队还尽力协助营救美军跳伞的飞行员。1944年2月11日，中美空軍混合團第3大隊第32中隊的克尔中尉驾机随同美军的战斗机、轰炸机群轰炸香港的启德机场，其座机被日军炮火击中，克尔受伤跳伞，降落到九龙山区。港九大队的游击队员及时赶去救护，并将克尔藏于山洞成功躲过日军的搜寻，其后再将他安全送回到广西桂林的美军航空队基地。此后，在1944年5月24日，美军第14航空队的勒天哥中尉，拉忽累尔中尉，沙克上士、康利上士和利斯上士所驾驶的B-25轰炸机被日军击中，跳伞坠入大亚湾，1945年1月，美军第14航空队的伊根中尉、第三舰队的克利汉少尉也被日军击中，跳伞坠入新界海面，均被港九大队成功救起护送回安全地区。
1944年，美军在太平洋战争中发起了一系列越岛登陆作战，致使日军节节败退，美军开始准备在中国华南的登陆。10月，在华的美军司令部派遣欧乐义博士到东江纵队司令部，要求东江纵队合作，建立电台和联络站，协助美军搜集气象和军事情报。东江纵队为此设立了联络处，由袁庚任处长，专门负责收集情报工作。联络处为美军提供了日军在香港分布的飞机场、船坞、政府机关、油仓、军事设施的图例，日军香港占领地政府的机密文件、命令、报告，日军在香港、广州的军事力量分布情况，广九铁路沿线的工事图例等重要情报，这些情报为美军准确轰炸香港日军的军事目标起了关键的作用。

### 整编为广东人民抗日游击总队
1942年1月下旬，中共南方工委副书记张文彬在宝安县白石龙主持召开了一系列的会议。会议决定成立东江军政委员会，负责领导东江下游地区和珠三角一带的中共组织和军队的工作，尹林平出任主任。同时成立广东人民抗日游击总队，总队长梁鸿钧、政委尹林平，副总队长曾生、王作尧，参谋长王作尧（兼），副政委兼政治部主任杨康华，政治部副主任李东明，参谋处主任周伯明。此时已有队员1500多人，主要活跃于东江下游和广州、香港的外围地区。
- 主力大队（称第五大队），大队长王作尧（兼），副大队长周伯明，政治委员卢伟良；
- 东莞地区部队称第三大队，大队长曾生（兼），副大队长翟信，政治委员陈志强；
- 宝安地区部队编为宝安大队，大队长曾鸿文，副大队长阮海天，政治委员何鼎华；
- 港九地区部队编为港九大队，大队长蔡国梁，政治委员陈达明；
- 惠宝边区部队编为惠阳大队。

自1941年1月始，国民党发动了抗日战争期间的第二次反共高潮。1942年5月，广东的國民革命軍先后破坏了中共南方工委和中共粤北省委，并出动187师、独九旅、独二十旅、保安第八团等5,000多人，向广东人民抗日游击总队和位于阳台山的中共武装发起进攻。此时恰逢1942年严重饥荒，广东人民抗日游击总队处境艰难。1943年2月，中共广东省临委、东江军政委员会在香港新界乌蛟腾召开了由林平主持的会议，会议决定了主动出击日军、反击国民革命軍的进攻、东江军政委员会的成员分散到各地方加强领导等一系列针对目前困境的措施。1942年12月，第三大队活动于东莞大岭山以西的沿江地带；珠江队活动于福永、西乡的沿江地带，宝安大队活动于前海、南头一带，惠阳大队活动于横岗、坪山一带，独立中队活动于大鹏半岛，港九大队在新界。
乌蛟腾会议以后，广东人民抗日游击总队发动了对日军和国民革命軍的反击，从1943年1月至11月，作战70多次，击毙、击伤和俘获日军、伪军1,000多人，广东人民抗日游击总队的成员发展到7个大队3,000多人。广东人民抗日游击总队在这几个月的战斗中取得了一些成绩，包括拔除了广九铁路和宝太、莞太公路沿线的一些日军据点；下属的护航大队进攻大亚湾马鞭岛，全歼了驻守该岛的伪军；独立第二中队在罗浮山建立游击根据地；主力大队炸毁了福永炮楼。1943年11月，日军和伪军出动9千余人，发起了打通广九铁路沿线的战役，并对广东人民抗日游击总队的东莞大岭山和宝安的根据地发起了围攻，游击队成功突围，并运用“敌进我退”的战术和日军周旋，迫使日军撤出根据地 。

### 整编为广东人民抗日游击队东江纵队
1943年12月2日，根据中共中央的指示，在大鹏半岛的土洋村把广东人民抗日游击总队的番号改为广东人民抗日游击队东江纵队（简称为东江纵队），曾生任司令员，王作尧任副司令员，参谋长梁鸿钧，尹林平任政治委员，杨康华任政治部主任，此时共有队员1400多人。并于同日公开发表了由曾生、尹林平、王作尧、杨康华署名的《广东人民抗日游击队东江纵队成立宣言》，在宣言里正式宣布东江纵队是由中共领导的部队。东江纵队成立时下辖7个大队：
- 第三大队大队长邬强，政治委员卢伟如；
- 第五大队大队长彭沃，政治委员卢伟良；
- 惠阳大队大队长高健，政治委员谭天渡；
- 宝安大队大队长曾鸿文，政治委员何鼎华；
- 护航大队大队长刘培，政治委员曾源；
- 港九大队大队长蔡国梁，政治委员陈达明；
- 独立第二大队大队长阮海天，政治委员李筱峰

东江纵队成立之后，游击区逐步扩大，队员人数发展到6,000多人。在之后的5个多月里，东江纵队共与日军和伪军战斗90多次，击伤、击毙日军和伪军400多人，俘获500多人。东江纵队下辖的港九大队炸毁了日军启德机场的油库和飞机，并破坏了广九铁路的一座火车桥；护航大队和大亚湾独立中队袭击日军的船只，俘获日军的运输船，并打垮了伪军海军陆战队的一个大队；纵队派出一支部队，一直挺进到广州的白云山区，直接威胁驻守在广州的日军。东江纵队还根据中共中央的指示，派出一批骨干前往珠江纵队、琼崖纵队、韩江纵队、粤中人民抗日游击队、南路人民抗日游击队协助工作并帮助建立无线电台。
1944年8月，中共广东省临委和东江军政委员会在大鹏半岛的土洋村召开会议，会议作出东江纵队向西、向东、向北前进，建立和发展新的根据地和游击区的决定。同年，东江纵队派出部队向北渡过东江，进入博罗、增城、龙门等地，建立了罗浮山根据地。1945年5月，中共广东省临委、东江军政委员会、东江纵队司令部先后入驻罗浮山根据地，罗浮山成为中共广东省组织的政治和军事中心。1945年1月，东江纵队独立第四大队向东挺进，在海丰、陆丰、惠阳、紫金、五华一带开展抗日活动。3月，梁广率领东江纵队的北江支队和西北支队向北挺进，在英德、佛冈、新丰、翁源、曲江、始兴一带活动。8月，东江纵队派出1,000多人，挺进广东、江西、湖南交界地区，准备迎接王震、王首道率领的八路军三五九旅从延安南下的部队，后因日本投降，八路军三五九旅奉命回撤，东江纵队北上人员则留在粤北，建立了五岭山根据地。留守在惠阳、东莞、宝安的部队，则从广九铁路的两侧向日军发动进攻，使广九铁路两侧的根据地连成一片。此时，东江纵队已先后成立了9个支队和6个独立大队，并成立了4个指挥部，分别指挥东江以南、东江以北、粤北和东进的部队。
1945年8月15日，日本天皇裕仁宣布无条件投降。9月9日，侵华日军总司令冈村宁次在南京向中国政府陆军总司令何应钦呈交投降书，中国抗日战争正式结束，中共和國民政府的军队开始了抢夺日占区的斗争。在广东，受中共中央的指示，东江纵队对拒绝向中共军队投降的日、伪军发动了进攻，至9月底，占领了东江两岸、粤汉路、广九路沿线、沿海地区的城镇60多个，此时东江纵队的总兵力已达11,000余人。据统计，在抗日战争期间，东江纵队共和日、伪军作战1,400多次，击毙和击伤日、伪军6,100多人，俘获3,500多人，东江纵队队员阵亡2,500多人。
9月7日，國民革命軍的先后出动新一军、五十四军、六十三军、六十四军、六十五军、新六军、第一九四师被调至东江地区和广九铁路沿线，对东江纵队的根据地形成包围之势。10月20日至30日，广州行营主任张发奎召集广东、广西的军政要人开会，议题是清剿两地的中共游击队。会后大批国民革命軍的兵力被调至广东的东江地区，新一军负责进攻广九铁路沿线、东莞、宝安等地，第五十四军负责进攻惠阳、海丰、紫金等地，第六十三军负责进攻英德、翁源、从化、龙门、增城等地，第六十五军负责进攻曲江、始兴、南雄、和平、连平、仁化等地，再加上参与进攻的保安团、新收编的伪军，总兵力达到7万多人。

### 东江纵队北撤

#### 北撤谈判和准备

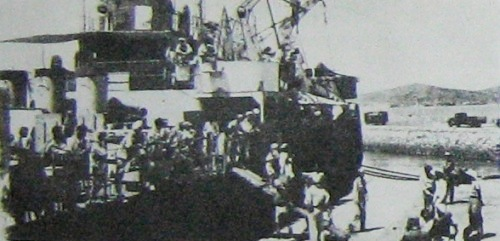
1946年应中共要求，东江纵队乘美国运输舰前往山东烟台整编，后被编入中国人民解放军华东野战军序列，参与了第二次国共内战。

1945年8月28日，中共由毛泽东、周恩来、王若飞率团从延安前往重庆同国民政府主席蒋介石展开谈判。10月10日，双方签定《双十协定》。中共按照“向北发展，向南防御”的方针，长江以南的中共部队一律北移江北，华北华中的部分部队进军东北。东江纵队为江南一支孤军，因此中共在谈判时尽力将该部队撤往华东，以免国共开战时被歼。在国府同意下，中共将广东、浙江、苏南、皖南、皖中、湖南、湖北、河南（不包括豫北）等8个省区的中共军队撤退到陇海路以北及苏北、皖北一带，广东的根据地是中共让出8个省区的根据地中最大的1个。1946年1月10日，国共两党达成停止军事冲突的协议。1月13日，双方对军队下达了停战令，为了监督停战令的实施，国民党代表张治中、中共代表周恩来、美国代表马歇尔组成军事三人小组，同时由三方派出代表在北平设立军事调处执行部（简称军调部），负责调处国共双方的军事冲突。军调部第8执行小组负责华南地区的军队调处问题，驻广州沙面大街68号。1946年1月25日，军调部第8执行小组一行6人由上海飞抵广州，处置曾生的东江纵队问题。共产党方面的组长是方方少将；国民党方面组长是黄维勤少校（后黄维勤赴美留学，由广州行营主任张发奎的作战科长罗晋淳继任）；美国方面组长是米勒上校（后可耶中校继任）。除方方外，参与谈判的还有廖承志、林平（尹林平）、曾生。中共翻译林展。
在谈判初期，蒋介石密令广州行营主任张发奎上将“限期肃清行营辖区内残匪”，力图在谈判桌上制造“广东境内没有中共武装部队”。军调部第8小组到达广州后，2月5日，广州行营主任张发奎在广州行营亲自主持记者招待会称“粤桂两省地区，除发现零星土匪散兵抢劫外，从未发现中共部队”，“从未奉到辖区有中共部队番号、驻地及驻军数目之通知，各方亦无此种情报”，只有“事实上在粤专扰乱治安者，仅是地方零星土匪及伪军之残余与逃亡之日兵，其行动在任何方面观察，均不能承认其为军队。故本人实无法应中共代表之要求，妄行承认此种败类为中共部队”，“对调执组来粤表示惊异”，拒绝东江纵队派代表参加谈判，使军调部第8小组的工作无法进行。张发奎的态度很快受到军调部中共代表叶剑英的驳斥，叶要求广东军政当局承认广东人民抗日游击纵队，并指出“它的领袖是曾生”。2月14日，新一军、第六十三军在伞兵部队和军舰配合下，向大鹏半岛解放区发动总攻；第186师全部，第152、153师各一部配属地方团队，向海陆惠边解放区进攻。2月22日，第八小区计划前往大鹏半岛视察停火，遭广东当局拒绝无法成行。张发奎参加国民党五届二中全会，刚到重庆，军调部国方代表张治中对张发奎说，马歇尔对张发奎破坏调处的行为非常不满，因此要蒋介石将他召到重庆，迫他承认广东省存在共军。张发向蒋介石说：“以广东现有的国军兵力，短期内必可将两股‘土匪’肃清。”《张发奎在口述自传》中回忆，蒋介石劝他忍耐，准许中共将东江纵队北撤，以应付马歇尔；至于海南岛的琼崖纵队，只是疥癣之疾，可以拒绝让它调走。3月9日东江纵队政委尹林平奉中共中央的命令从香港秘密飞往重庆。3月11日，尹林平在重庆曾家岩以华南人民抗日游击队代表身份召开记者招待会，详细介绍了华南人民抗日游击队的发展历程和抗日功绩，驳斥“广东无共军”。3月12日，重庆军事三人小组向在广州的军调部第8小组发出了确认东江纵队为中共部队的电报。3月18日，周恩来亲自召开记者招待会，尹林平图文并茂介绍东纵营救民主人士、文化名人、国际友人、盟军的事迹；何香凝、蔡廷锴、李章达等发表声明，呼吁停止对东纵的进攻。3月27日，军事三人小组对广东中共武装的问题达成《广东中共部队北撤协定》，北撤人数确定为2400人，由美军负责将人员海运陇海路以北，其余人员就地复员，由国民政府保证其安全。重庆“三人小组”派出由美国代表柯夷、国民党代表皮宗阚、中共代表廖承志组成的“三人会议代表团”及尹林平等人于3月底到达广州，会同军调部第八执行小组与广东当局谈判华南抗日纵队北撤问题。1946年4月2日军事三人小组派出的由国民党代表皮宗阚、中共代表廖承志、美方代表柯夷组成的军事三人小组赴广东代表团，会同军调部第8小组和广州行营代表与张发奎举行联席会议。经过一个下午的谈判，就“东江停战”和“东江纵队北撤”问题签署了《联合会议决议》。《联合会议决议》三项原则
- （1）登船地点：大鹏湾。
- （2）人数：二千余人（不得超过三千人）。
- （3）时间：自开始调查之日起，至登船之日止，以一个月为限，不得超出。

《联合会议决议》十项决议
- （1）广东省内和东江以南、东江以北、以及广东北部三地区的中共武装人员二千四百人（其中包括妇孺三百人），在大鹏半岛集中，用美国轮船运到山东烟台登岸。
- （2）上述人员的集中及登船的准备，自第八执行小组派出联络小组出发调查开始之日起，共一个月。距大鹏湾较远的地区（粤北）人员，若不能及时赶到，须宽限时日，要呈报三人委员会决定。
- （3）在中共武装人员集中大鹏半岛期间，以及登船之前，大鹏半岛葵涌、王母圩等地的国军应撤离该区若干距离，以便中共武装人员集中。
- （4）在中共武装人员集结及行军、登船过程中，广州行营要绝对保证他们的安全，并要特别令其所属，不得有任何攻击行为。
- （5）上述中共武装人员集中转移过程中，广州行营同意代购粮食或供款给他们购粮，广州行营方面并同意在运输、医药等方面给予一切可能的协助。
- （6）为执行上述决议，军事调处执行部第八执行小组应以三人委员会代表机关的资格迅速组成并派出三个联络小组，分别携带电台到东江以南、东江以北、以及广东北部三个地区进行调查，及协助中共武装人员到大鹏半岛集中登船，各联络小组均包括国民党、共产党及美国三方面的各一名代表。
- （7）广州行营派出宪兵若干人供第八执行小组及其联络小组使用，随同联络小组出发，其人数与任务均由第八执行小组决定。这些宪兵随同联络小组执行职务期间，须接受第八执行小组及其联络小组之命令。
- （8）中共方面的林平少将于决议重要原则确定后，即乘飞机出发，于三日内陪同中共武装人员代表曾生少将及其代表，以及中共方面的联络小组人员前来第八执行小组，以便和广州行营代表共同商讨撤退中共武装人员的具体细则。三日之后，即作为“调查开始日期“。国民党方面允许保证上述人员公务来往的安全及提供交通等方面的便利。
- （9）关于决议各点执行的具体细则，由第八执行小组与广州行营代表及中共武装人员共商决进行。
- （10）本决议经三方面签字后，即付诸实施。”

《联合会议决议》附则
- （1）不撤退的复员，发给《临时复员证》，政府保证复员人员及其家属的生命安全，财产不受侵犯，就业居住自由
- （2）琼崖纵队的问题。
- （3）共方电台遭受破坏的问题。

东江纵队司令员曾生少将以中共华南武装人员代表身份于4月4日到广州，与广州行营代表王衡少将和军调部第8小组谈判北撤的具体细则。根据“北撤协定”，又经过50多天军事和谈判，5月21日达成广东中共武装人员以东江纵队名义北撤山东烟台的具体协议。根据协议，广东境内之东江以南、以北及粤北三地区（由于国方反对，不包括海南岛地区中共武装）的各部2400人，于一个月内在大鹏半岛集中，由美国轮船运到山东烟台登岸。5月23日，第八执行小组在广州举行记者招待会，发表了北撤协议公报。按照北撤协议，集结部队必须走指定的行军道路、驻指定的宿营地、宿营时不能作军事演习（初意竟不许放岗哨，后争取补充为：自卫性的警戒是必要的），不许散发标语宣传品，不许民众慰劳，不能作行军以外的工作，不能与当地人民直接接洽任何事项，不能将武器留给地方。
中共华南武装部队在粤、赣、湘三省的七十多个县的各部队于一个月内集中到大鹏湾的鲨鱼嘴上船是非常困难的。军调部第八执行小组5月25日建立了江南支组、江北支组、粤北支组共三个支组，通知和协助中共华南武装部队北撤。
- 粤北军事调停支组，美方代表是纳尔逊上尉；粤北支组的中共代表有杨康华、临时代表李大雄，而陈培兴则以粤北部队代表身份参与三人小组的谈判；粤北军调支组的国民党代表是黎国熹中校。军事调停部粤北支组谈判地点是在粤北的南雄县岭南酒家。粤北支组陪同集结南撤的粤北支队骨干人员一起南下，国军131师尾随。
- 江北军事调停支组：中共方代表黄坚少校、联络官曾文少校、美方代表琼斯少尉、国民党代表曾广燮中校。6月初到达博罗横河，与东江纵队江北部队代表周伯明就江北地区中共部队北撤的具体问题在横河小学内进行谈判。经过一天的谈判达成协议：确定在江北集中的人数是280人，集中地点在横河东岳庙，集结点和行军路线沿途两侧20里范围内，不得有国民党军队。6月18日，东江纵队江北部队按照“北撤协定”的人数准时在横河东岳庙集中启程南行，用了3天时间抵达北撤集结地点大鹏湾葵涌。中共江北地委和江北指挥部陈达明、周伯明、饶璜湘及阮海天、邱特、罗章友、曾文、邓汀以及博罗籍的干部韩继元、韩景星、林道行、张瑞妍、曾冠英、何沛、徐元红等参加了北撤。
- 江南支组：东江纵队司令员曾生跟随江南支组抵达惠州。曾生在惠州国民党东江游击指挥所联络北撤工作

北撤协议达成后，江北、江南、粤北、东进四个指挥部的东江纵队部队迅速向大鹏湾登船地点集中，沿途受到國民革命軍的阻击，粤北指挥部短枪队的队长刘黑仔、指导员苏光在集结途中死于南雄大队的袭击中。6月23日在国共内战已经全面爆发背景下，东江纵队的部队在大鹏湾集结完毕。为了统一领导北撤工作，区党委决定由东江纵队司令员曾生，副司令员王作尧，政治部主任杨康华，珠江纵队司令员林锵云，副司令员谢斌，粤中人民抗日解放军政治委员罗范群，副司令员谢立全，政治部主任刘田夫组成北撤部队军政委员会，由曾生任书记，以确保北撤任务胜利完成。
1946年6月14日，陈毅在给中共中央的电文中说，“东江纵队北移已要胶东准备驻地和欢迎，烟台港口我控制后曾泊三千吨之美国运输舰下过附同卡车（救济总署的）”。
美军运输舰以台风伊琳諾(Elinor)影响为由不能按期于6月25日抵达大鹏湾。广州行营中共地下特别支部的杨应彬（广州行营司令部参谋处作战科分管兵力、驻地的参谋）、左洪涛（广州行营副官处代理处长）等迅速由《华商报》总经理萨空了把这个消息转报给香港的尹林平、饶彰风、连贯。方方及尹林平将此事电告重庆的周恩来、叶剑英。新华社、新华日报、解放日报和香港各报都公开揭露和抨击。北撤临时军政委员会研究布置了应变突围的迎战措施；占领从内地通向集中地葵涌前面道路两旁制高点并修筑工事；将北撤部队的主力布置在葵涌前沿阵地以便阻击敌人；准备万一抵挡不住，被敌人冲进来或包围，主力分两个方向陆路突围，东向是惠东，西向是阳台山、大岭山，港九大队特设渔民干事吴展负责立即动员组织海上渔船，将总部及非武装人员、家属，乘渔船从海上撤走。同港英政府沟通可作临时转移之地，并派出远距离侦察分队。从6月26日开始，渔船从四面八方陆续驶向沙鱼涌；至6月29日，已集中5只渔船，每只船可装载200人、运鱼船37只，每只可装50人左右、索船和其他鱼船共43只，每只可装7至8人，总共驶来了85只船，可装载3200人。第八执行小组美方代表米勒以第8执行小组的名义向张发奎发了一封急电，要求在美国船只未到达大鹏湾之前，保证东江纵队北撤人员的安全；在未接到登船通知前，政府军队不得越过已商定的军事分界线。张发奎回电报给米勒称有“要事相商”，请第8执行小组全体人员赴香港；方方表示：“除非是毛泽东主席下命令调我离开这里，我才走”；米勒也不同意离开葵涌。
6月29日16时，受飓风影响延迟的美国运兵船开进大鹏湾。为了感谢米勒上校在北撤过程中做出的努力，曾生代表东纵向米勒赠送了一面绣着“和平使者”的锦旗。6月29日下午东江纵队及其它中共部队2583人（其中包括珠江纵队89人，韩江纵队47人，南路部队24人，粤中部队105人，桂东南1人）在大鹏湾沙鱼涌（该地在抗战期间长期是东江纵队惠阳大队的后方根据地）涉水登上美国海军登陆舰588号、589号、1026号。在一艘美国海军驱逐舰护航下，6月30日上午8时启航，在海上经过五天的航行，于7月5日抵达了中共控制的山东烟台港。

#### 北撤抵达山东
1946年7月5日，北撤的东江纵队等部队抵达山东烟台，胶东行署主任曹漫之，胶东军区副司令员王彬，胶东军区第六师副师长刘涌、政委仲曦东，烟台市代副市长徐中夫在挡浪坝（太平湾）码头迎接。在烟台挡浪坝码头前的欢迎广场上，胶东军区王彬副司令员致欢迎词，曾生代表全体北撤人员致谢词。曹漫之、仲曦东相继致辞讲话。烟台市群众从码头到街道列队欢迎北撤人员，“欢迎劳苦功高的东江纵队”、“欢迎战功卓著相忍为国的人民子弟兵”等大字横幅标语横贯街道。7月6日，中共华东局、华东军区、胶东军区和行署、烟台市的慰问团到北撤部队各驻地进行慰问。7月6日，曾生司令在烟台外事办公厅（即芝罘俱乐部）举行记者招待会，纵谈东江纵队抗日战绩，报告北撤经过，揭露国民党当局阻挠破坏的罪行。7月7日，烟台市纪念“七一”、“七七”筹备委员会原定的纪念大会增加了新的主题，改为胶东区暨烟台市党政军民在市区南操场联合举行“纪念‘七七’抗战九周年和庆祝东江纵队北撤胜利大会”。大会结束后，胶东区和烟台市党政军负责人在行署礼堂举行庆祝宴会，招待东江纵队团以上干部。宴会后举行了联欢晚会，胶东军区第6师文工团（火线剧团）演出许多节目。
1946年7月7日，八路军山东军区司令员陈毅、副司令员张云逸、副政委黎玉电告中央：“胶东微（“微”指7月5日）电，东纵二千六百余人（战士一千九百余，干部及家属六百余），由曾生同志率领已于微乘美舰三抵烟，已全部着陆休整，美舰渔（“渔”指7月6日）去沪，详情后报。”在烟台驻扎后经详细核实，北撤到达烟台人员共2583人，其中包括珠江纵队89人，韩江纵队47人，南路部队23人，粤中部队105人，桂东南1人。山东军区副政委黎玉、新四军政治部主任兼山东军区政治部主任舒同，联名向曾生将军和东江纵队全体指战员发去慰问电。1946年7月12日《大众日报》报道：东江纵队安抵烟台的消息传来后，山东各地党政军民均极为兴奋与愉快，中共华东局、新四军军部及山东军区已派代表赴烟台欢迎，并发出致曾生将军的慰问电如下：

曾生将军转东江纵队全体指战员同志：欣闻我华南兄弟部队安全抵烟登陆，胜利完成北上任务，我们代表华东党政军民向全体指战员表示热烈的欢迎，并祝全体同志身体健康！我东江纵队坚持华南八年抗战，英名远扬，威震环球……不料在日军投降后，国民党反动派视友如仇，反戈内噬，屠杀八年抗战有功的健儿，威逼我华南解放区，远道闻讯，至为愤慨！卒赖我东江纵队全体指战员秉忠贞坚卓之精神……终于突破国民党反动派的严重封锁，而远渡重洋得与我山东八路军新四军部队会师，此实为我党我军之一伟大胜利……你们的胜利，证明中国革命的人民军队不可战胜的力量……希望全体指战员同志们在冒暑远征之后，注重休养，调整部队，彻底坚决为人民服务，争取中国和平民主早日实现。

1946年7月14日《大众日报》刊发了晋冀鲁豫军区司令员刘伯承、政治委员邓小平7月12日电慰东江纵队的消息：“（新华社）胶东分社转曾生同志暨东江纵队全体同志鉴：‘你们忠实执行协定，忍痛让出苦战八年艰苦缔造的东江解放区，离别家乡父老，毅然北撤，获得国内人士一致赞扬，特致亲切慰问。现内战烽火四起，愿共同携手，保卫和平，予好战之徒以严重打击。’”
晋绥军区司令员贺龙、热河军区司令员萧克等，均以兄弟之情向东江纵队致电慰问，并以继续奋斗、争取中国人民解放相勉。
1946年7月12日《大众日报》发表了以“欢迎东江纵队”为题的社论。社论在向东江纵队全体英勇指战员致以热烈慰问和欢迎的同时，也对运送东江纵队来烟台的美国海军第七舰队表示感谢。社论向山东军民简要介绍了东江纵队的成立过程、在抗日战争中的光荣历程和重大功绩，指出：“东江纵队的功绩，和八路军新四军一样，对于同盟国打败日本法西斯军阀的战争，对于中华民族反抗日倭奴役的解放斗争，是起了很大的不可缺少的作用的，它的地位，是应该得到承认和尊重的”，“山东解放区人民及其子弟兵———八路军、新四军，根据自己成长和壮大所受到的千辛万苦的经验，完全能够理解到我们这支英勇的兄弟部队在其成长和壮大过程中所经历的艰难”，“我们山东军民应该尽地主之谊，用一切办法帮助解决他们的困难”。社论阐明，东江纵队北撤绝不是不能坚持和保卫东江解放区，而是我党坚决执行三大协定的表现。“然而国民党反动派对我党及全国人民的回答，是发动更大规模的内战。”社论最后强调：“保卫山东解放区，保卫和平，这就是我们山东解放区军民用来欢迎我们亲爱的兄弟部队———东江纵队的誓言。”
1946年7月19日《大众日报》以“人民的队伍到处受尊敬，各地电贺东江纵队”为题，集中刊载了一批贺电：中共华东局电贺东江纵队：“你们与日寇奋战八载，刚驱走了民族敌人，复国民党反动派大举进攻，浴血奋战十一月，历尽艰苦牺牲，但由于你们具有崇高的布尔什维克的坚定不移、不畏任何艰辛，忠实于人民的精神，胜利终于被你们取得，中国人民有了你们这样钢铁的队伍，反动派任何进攻一定被打垮，人民一定会胜利。”新四军军部及山东军区全体指战员致贺电亲切慰问东江纵队全体指战员同志：“几年来我们孤悬敌后，和你们并肩抗击日寇，今年我们兄弟部队在山东汇合了，相信在促进山东和全国和平民主事业中，定有更新的贡献。”山东省参议会暨山东省政府代表全省3800万人民，致电慰问东江纵队全体指战员：“欣悉你们经过了十数个月的苦战，终于战胜了国民党反动派歼灭性的包围，到达我山东人民解放区。你们是何等的光荣！山东人民是何等的欣慰！我们以万分热烈的心情慰问你们的辛劳，欢迎你们的光临。”山东渤海区参议会代表全区人民向东江纵队致电贺慰：你们苦战八年，创造了六万余平方里的解放区，拯救了五百四十万同胞不做亡国奴，抢救了不少的国际战友、国民党官兵和中国人民，直到最后打败敌人，这种丰功伟绩是中外震惊的。你们是应当与血肉不可分离的广东父老继续进行和平建设的，但你们为了相忍为国，忍痛退让，突破国民党反动派之严重封锁来山东艰苦卓绝之精神，使我们感到只有共产党领导的部队，才有这种光荣传统。我们渤海区八百万人民愿竭诚拥护你们，扩大你们的胜利，更有劲地打击内战阴谋者。
1946年7月中旬，东江纵队移驻烟台市郊和福山县一带农村休整，纵队机关驻烟台市郊芝水村。党中央于7月下旬指示：北撤部队归属华东局、新四军兼八路军山东军区直接领导和指挥，确定“保存华南骨干，提高干部质量”的方针。在胶东地区休整期间，编成三个战斗部队1100余人，一个干部大队700余人，一个妇女大队220余人，机关500余人。经过两个月休整，情绪已安定，思想认识有所提高，初步习惯了北方生活。
1946年8月4日，东江纵队北撤人员给家乡人民发去通电：

　　东江解放区的士绅们，父老们，兄弟们，姊妹们：

　　生等抵达烟台以后，备受山东解放区军民政府的热烈欢迎与温暖爱护，正如在家乡时你们———父老兄弟姊妹们给我们的爱护一般，这是足以告慰的。卸下行装之后，我们正准备参加解放区的生产学习，益加奋勉，庶几异日能为国家民族作更多之服务。但旬日以来……种种不愉快消息，令人焦急万分。……顽固分子豺狼成性，竟乘生等北走，更肆毒闾里，残杀同胞，实属令人发指。……望我士绅们父老们秉持正义，联成一致，抗此暴力，制止顽固分子这种破坏协议扰乱地方之恶行！我兄弟姊妹更应团结一致，和睦乡族，服从父老教训，生产学习，待机为国效力。同时更应采取同一步骤，严肃自卫……不能束手待毙！但恩怨必须分明，是非必须弄清，自卫必须坚持有理有利有节之原则，庶能一本我们一贯为国为民之光荣的正确方针，而获致和平之实现与家乡之繁荣。

　　谨此电告，并致敬礼！东江纵队北撤人员　曾生　王作尧 杨康华　林锵云　卢伟如　周伯明 暨全体指战员同叩八·一、烟台 

华东局根据中央所定的东江纵队在山东的方针，1946年9月10日在临沂召开会议，听取曾生汇报部队情况之后，华东局决定全面培训北撤干部和战士，提高质量，为建立一支华南主力部队作准备。华东局把培训计划电报中央并获批准：
- （一）保留东江纵队名义；
- （二）战斗部队编成东江纵队教导团，仍由东江纵队司、政机关统率；
- （三）地方干部、技术人员分别送入华东局党校及侦听、卫生、通信学校学习；
- （四）军队干部编入华东军政大学学习；
- （五）东江纵队教导团同时归属华东军政大学统一指挥培训。

东纵北撤队伍执行华东局和军区指示，1946年9月13日从烟台出发，途经莱阳、高密、诸城、莒县，10月1日进到临沂地区。11日整队开入临沂城，参加华东局和山东军区举行的欢迎大会。随后，华东局宣传部长彭康作形势报告。10月下旬，队伍开向华东军政大学所在地的莒南县大店地区，着手进行入学整编。林锵云、罗范群、刘田夫率领地方党的干部173人前往华东局党校；各种专业技术干部，分别组织到各类专业学校或训练班培训，还有一些干部调到山东大学工作和学习；部队绝大部分军政干部、妇女干部和勤务人员，以及班长以下战士共2000多人，都进入华东军大学习和训练。为了便于领导，华东局任命曾生为华东军大副校长，仍保留东江纵队司令员职务。进入华东军大学习的1100多人，编为第四、第五两个大队。营团以上干部编入第四大队（称上干队），王作尧任大队长，谢立全任政治委员，下辖四个中队，第一、二中队为新四军干部，第三、四中队为广东北撤干部，共200余人。第五大队主要是连排干部，部分营以上干部，谢斌为大队长，杨康华为政治委员，李东明为政治处主任，饶璜湘为副主任，下辖七个中队，共800余人。其中第五中队有两个区队是女干部，第七中队大部分是女运输员、炊事员、勤务员等人员，以学文化为主。班长以下战士800余人和干部近百人，编成东江纵队教导团，曾生兼任团长和政治委员，邹强为副团长，陈达明为副政治委员，由华东军大统一指挥和教育训练。11月3日，华东军大余立金副校长专门介绍了学校情况和学习计划要点，针对东纵存在着的政治思想问题和军事斗争经历，教育训练方案分为三个阶段：
- 时事政策学习：为期近四周。要求达到认清形势，明确任务，丢掉和平幻想，树立人民革命战争观念和必胜信心。
- 整风学习：为期约三个月的整风。
- 军事业务学习：分成两段，前段由3月2日至3月30日约10天，除了军事理论外，主要学了爆破、攻坚各种火器的使用和巷战。由于山东战局发展，校本部带各大队到胶东，第四大队的三、四两个中队和第五大队则转移至黄河以北的渤海地区，曾生兼任渤海区党委副书记、渤海军区副司令员，上干队三、四队合编，第五大队编为军事队和政治队，六、七两队保留原状。1947年5月初继续学习军事和政治工作。

教导团参加了一些作战行动。1947年1月上中旬鲁南战役，教导团奉命开赴华东局和华东军区所在地的临沂，担任城防警卫任务。2月中下旬，华东野战军为了击破蒋介石在临沂地区决战的企图，发动莱芜战役。野战军主力从鲁南地区秘密北上，求歼进犯莱芜地区的敌人。同时部署了部分部队在临沂以南地区实行宽大正面防御，佯作全军在此准备决战的模样，以迷惑敌人。教导团也奉命参加了这一战略佯动，开赴临沂以南五六公里的地区构筑野战阵地防御工事。莱芜战役打响后，教导团向北移驻沂水地区，继续担负华东局和华东军区司令部的警卫任务。鲁南战役全歼“快速纵队”，缴获了大批火炮、坦克和汽车等装备。华野决定成立特种兵学校，为准备建立特种兵纵队培养干部，东纵奉命调派上干队三队党支部副书记曾源（原任东纵第三支队政委，中山大学大学生出身）到特种兵学校当政治处主任，并从第五大队精选了68名符各条件的干部学员，入该校学习，成为后来华野组建特纵的骨干。山东战场的两广籍俘虏，东纵奉命先后派出500多名干部学员到前方去，担任接俘和管教工作，在战俘中发动诉苦运动，进行系统的阶级教育和政治工作，使大批战俘觉悟过来，补充到野战部队中。有些要求回蒋管区。
1947年5月，东江纵队在华东军大第4、第5大队的干部学员毕业分配工作，北撤干部除173人继续在华东党校学习，留下480余名干部准备组建两广纵队，根据华东局的指示，为使干部得到全面锻炼提高，先后派出了590名干部到华东军区、华东军大、各野战纵队和山东省党政机关工 作。其中：华东军区各直属单位311人，渤海军区75人，华东军大45人，山东省政府17人，山东大学32人，各野战纵队110人。华东局抽调港九大队一批会英文的“番书仔”派往各地，成为华东局、军队和地方有关外事部门的翻译人才。其中谭志刚等5人，分配在烟台市外事办公室工作，参加了著名的“杨禄奎事件”谈判的翻译工作。1947年3月，华东军政大学第一期学员结业，从东纵学员中抽调了29人分配到华东军区司令部测绘室工作。当时正处于孟良崮战役的前夕，为做好从战略防御向战略进攻的准备，粟裕要求抓紧印制鲁西南和鄂豫皖三省1:5万地形图，并在此基础上编绘战役指挥用图。军测室迅速组织力量，突击两个月完成了任务。
由于广东各地很快又恢复了武装斗争，1947年3月中共中央香港分局方方、林平发出电报，要求从北撤干部中抽调一批人先期返回广东，以加强武装斗争的骨干力量。根据华东局指示，东江纵队（后来是两广纵队）从1947年5月至1948年4月，先后分三批共抽调营团以上干部51人，分别从青岛、大连、日照化装乘船经上海、香港秘密返回广东。后因情况变化和交通阻隔等原因，实际回到广东工作的约30人。

### 华东战场：扩编为中国人民解放军两广纵队
1947年3月，中共中央电示中共华东局，决定以东江纵队为基础组建中国人民解放军两广纵队，一方面增加战略进攻的作战力量;另一方面，作为一面鲜明的旗帜，号召国民党统治区特别是两广地区的人民，原两广籍的国民党官兵以及海外侨胞，更加广泛地开展反对国民党统治的斗争，在政治上发挥更大的作用。编入中国人民解放军华东野战军的战斗序列。1947年4至5月，东江纵队教导团及华东军政大学等学校毕业的480名东江纵队人员、2000名解放入伍的广东、广西籍战士（大多来自莱芜战役的第四十六军），100名渤海地区翻身农民入伍新战士，组成两广纵队教导支队。1947年8月1日，两广纵队在山东惠民正式成立，下辖3个团3600人。曾生任司令员、雷经天任政治委员，林锵云任副政治委员，姜茂生任参谋长，杨康华任政治部主任，下辖第1、第2、第3团和教导总队，共4,800余人。1947年11月6日，两广纵队在山东滨县龙王庙举行反攻誓师大会。
两广纵队成立前后，先后随主力军团参加了鲁南、莱芜、豫东、济南、淮海等战役，共歼国民革命軍5000多人。豫东战役第二阶段，在阻击敌邱清泉兵团的作战中，负责守备杞县县城，在敌人优势兵力和火力的三面猛烈进攻下，英勇奋战，坚守了两天，和其他纵队一起完成了阻击任务，保证了华野主力对区寿年兵团的合围。济南战役中，担负拔除济南外围坚固据点长清县城的任务，仅用了90分钟就攻克该城，全歼守敌两千人，提前三天半完成任务，保征了攻城集团顺利作战。淮海战役第二阶段徐南阻击战, 以三个团的兵力，担任徐州以南十一公里正面和十公里纵横地域的坚守任务，浴血奋战四昼夜，顶住了孙元良兵团在飞机、大炮掩护下的轮番猛攻，牢牢地扼守住敌人南逃主要通道之一的卢村寨、大方山阵地，对粉碎徐州敌人南逃的企图，起了重要作用。
东江纵队北撤时在广东留下的部分部队和复员人员，受到国民革命軍的清剿，一批队员被杀害。1949年1月，这部分留下的东江纵队成员整编成中国人民解放军粤赣湘边纵队，尹林平出任司令员兼政治委员。
1949年1月华东野战军统一整编为第三野战军时，陈毅根据党中央的意图明确说：“两广纵队的名义保留到两广，有号召作用。”
1949年3月，两广纵队改编入中国人民解放军第四野战军的战斗序列，移至河南开封整训。5月，在平津战役倒戈的部分国民革命軍编入两广纵队序列，改编后，两广纵队下辖2个师，共1.3万人。1949年7月24日，两广纵队在河南襄城县誓师南征，7月25日起分批南下，1949年8月31日，两广纵队于湖北浠水回龙几渡口乘船渡过长江。9月27日到达江西赣州附近待命。1949年9月28日，广东战役联合指挥部司令员兼政委叶剑英，副司令员陈赓签发了“战联字第一号作战命令”，规定两广纵队，粤赣湘边纵队，粤中纵队为南路军，由曾生、雷经天、林平（粤赣湘边纵队司令员兼政委）统一指挥。解放广东战役正式打响。10月，两广纵队随主力军团南下，在赣南与粤赣湘边纵队会师，会师后南路军快速疾进，经和平、河源沿东江一直挺进到珠三角，占领了惠阳、博罗、东莞、宝安、番禺、顺德、中山等县，共歼國民革命軍5000多人。后又收复横琴、三灶等岛屿。1950年1月1日，两广纵队划归广东军区建制，2月，两广纵队番号撤销，部队编入广东军区下属各师团。

## 东江纵队及下属支队领导人列表
| 纵队                   | 司令员               | 副司令员 | 政治委员                              | 参谋长                | 政治部主任           |
| ---------------------- | -------------------- | -------- | ------------------------------------- | --------------------- | -------------------- |
| 东江纵队               | 曾生                 | 王作尧   | 尹林平                                | 王作尧（兼）          | 杨康华               |
|                        |                      |          |                                       |                       |                      |
| 支队                   | 队长                 | 副队长   | 政治委员                              | 参谋长                | 政治处主任           |
| 第一支队               | 卢伟良、黄布         | 翟信     | 陈达明                                | —                     | 李征                 |
| 第二支队               | 蔡国梁、叶锋、卢伟如 | 鲁风     | 张持平、蓝造                          | —                     | 黄高扬               |
| 第三支队               | 彭沃                 | 翟信     | 陈志强、陈一民、曾源                  | —                     | 陈一民               |
| 第四支队               | 蔡国梁、阮海天       | 谢阳光   | 蔡国梁、黄业、谢鹤筹、 杨德元、袁鉴文 | —                     | 练铁、陈坤           |
| 第五支队               | 刘培                 | —        | 饶璜湘、卢伟如、黄业                  | —                     | 张华基、韩继元、金阳 |
| 第六支队               | 叶基、谢阳光         | —        | 曾源、郑重、卢克敏                    | 黎明（黄显群 黄献群） | 黄秉、王文魁、郭坚   |
| 第七支队               | 高健、叶基           | —        | 黄宇、曾源、邓秀芳                    | —                     | 邓秀芳               |
| 西北支队               | 蔡国梁               | —        | 邓楚白                                | —                     | 陈志强               |
| 北江支队               | 邬强                 | —        | 李东明                                | —                     | 李东明（兼）         |
| 东江人民抗日自卫总队   | 郑群                 | —        | 梁威林                                | —                     | —                    |
| 大亚湾人民抗日自卫总队 | 陈友芳               | 叶基     | 曾源                                  | 叶基（兼）            | —                    |
| 护航大队               | 陈志贤               | —        | 刘宣                                  | —                     | —                    |
| 港九大队               | 鲁风、黄冠芳         | —        | 黄高阳、王云鹏                        | —                     | —                    |
| 独立一大队             | 何通                 | —        | 张英                                  | —                     | —                    |
| 独立二大队             | 阮海天、肖光生       | —        | 李筱峰                                | —                     | —                    |
| 独立三大队             | 阮海天、邱特         | —        | 陈江天                                | —                     | —                    |
| 风度大队               | 吴新民               | —        | 周健夫                                | —                     | —                    |
| 古岭独立大队           | 钟锦秀               | —        | —                                     | —                     | —                    |

### 引用
1. 1 2  丁身尊主编：《广东民国史》下册第985页，广东人民出版社，2004年4月，ISBN 7-218-04486-7。
2. ↑  沙东讯编著：《广东抗日战争纪事》第156页，广州出版社，2004年7月，ISBN 7-80655-524-2。
3. ↑  刺向日军的一把尖刀 （页面存档备份，存于），深圳商报，2001年7月1日。
4. ↑  丁身尊主编：《广东民国史》下册第986页，广东人民出版社，2004年4月，ISBN 7-218-04486-7。
5. 1 2  沙东讯编著：《广东抗日战争纪事》第138页，广州出版社，2004年7月，ISBN 7-80655-524-2。
6. ↑  广州抗战始末 （页面存档备份，存于），南方都市报，2006年7月28日。
7. 1 2  丁身尊主编：《广东民国史》下册第987页，广东人民出版社，2004年4月，ISBN 7-218-04486-7。
8. 1 2 3 4 5  曾生：《坚持华南战场抗战的一面旗帜——回忆东江纵队的战斗历程》，《东江纵队成立四十周年纪念专辑》第23页，1983年。
9. ↑  丁身尊主编：《广东民国史》下册第1007页，广东人民出版社，2004年4月，ISBN 7-218-04486-7。
10. ↑  丁身尊主编：《广东民国史》下册第995页，广东人民出版社，2004年4月，ISBN 7-218-04486-7。
11. ↑  《东江纵队成立四十周年纪念专辑》第52页，1983年。
12. ↑  丁身尊主编：《广东民国史》下册第1000页，广东人民出版社，2004年4月，ISBN 7-218-04486-7。
13. ↑  丁身尊主编：《广东民国史》下册第1002页，广东人民出版社，2004年4月，ISBN 7-218-04486-7。
14. ↑  丁身尊主编：《广东民国史》下册第1003页，广东人民出版社，2004年4月，ISBN 7-218-04486-7。
15. 1 2 3  闵海霖：《港九大队的国际贡献》，《历史教学问题》2005年第4期第34页。
16. 1 2  丁身尊主编：《广东民国史》下册第1004页，广东人民出版社，2004年4月，ISBN 7-218-04486-7。
17. 1 2  丁身尊主编：《广东民国史》下册第1105页，广东人民出版社，2004年4月，ISBN 7-218-04486-7。
18. ↑  丁身尊主编：《广东民国史》下册第1106页，广东人民出版社，2004年4月，ISBN 7-218-04486-7。
19. 1 2  曾生：《坚持华南战场抗战的一面旗帜——回忆东江纵队的战斗历程》，《东江纵队成立四十周年纪念专辑》第24页，1983年。
20. 1 2  丁身尊主编：《广东民国史》下册第1107页，广东人民出版社，2004年4月，ISBN 7-218-04486-7。
21. ↑  《东江纵队成立四十周年纪念专辑》第93页，1983年。
22. ↑  曾生：《坚持华南战场抗战的一面旗帜——回忆东江纵队的战斗历程》，《东江纵队成立四十周年纪念专辑》第25页，1983年。
23. ↑  尹林平：《鏖战华南敌后的东江纵队——纪念东江纵队成立四十周年》，《东江纵队成立四十周年纪念专辑》第29页，1983年。
24. ↑  丁身尊主编：《广东民国史》下册第1233页，广东人民出版社，2004年4月，ISBN 7-218-04486-7。
25. ↑  丁身尊主编：《广东民国史》下册第1242页，广东人民出版社，2004年4月，ISBN 7-218-04486-7。
26. ↑  曾生：《曾生回忆录》第456页，解放军出版社，1992年2月，ISBN 7-5065-1813-9。
27. ↑  《东江纵队成立四十周年纪念专辑》第113页，1983年。
28. ↑  《东江纵队志》，解放军出版社2015年版，第599页。
29. ↑  广东省档案馆编：《东江纵队史料》，广东人民出版社1984年版，第779～780页
30. 1 2 3 4  两广纵队 （页面存档备份，存于），中国大百科全书智慧藏。
31. 1 2 3  中共惠州市委. . 广东 惠州: 中共惠州市委.   [2016-09-29]. （原始内容存档于2016-10-02）.
32. ↑  傅泽铭 （责任编辑：李行知）. . 中国军网. 北京: 解放军报社. 2014年1月16日  [2016年9月29日]. （原始内容存档于2020年10月3日）. 来源：中华英烈网
33. ↑  谢海. . http://www.yhnkzq.com/. 粤海农垦（兵团）知青网 广东邮电职业技术学院.   [2016-01-25]. （原始内容存档于2020-11-04）.